# 碧南消防署
碧南消防署（へきなんしょうぼうしょ）は、愛知県碧南市港本町にある衣浦東部広域連合消防局の消防署。

## 沿革
- 2003年（平成15年）4月1日 - 衣浦東部広域連合消防局 碧南消防署に改称

## 車両
- 消防ポンプ車：1台
- 水槽付消防ポンプ車：2台
- 化学消防ポンプ車：1台
- はしご車：1台
- 小型動力ポンプ付水槽車：1台
- 資機材搬送車：1台
- 救助工作車：1台
- 高規格救急車：1台
- 指令車：1台
- 広報車：1台
- 連絡車：2台
- 人員搬送車：1台
  - 合計：14台